# Lars Börjesson (fysiker)

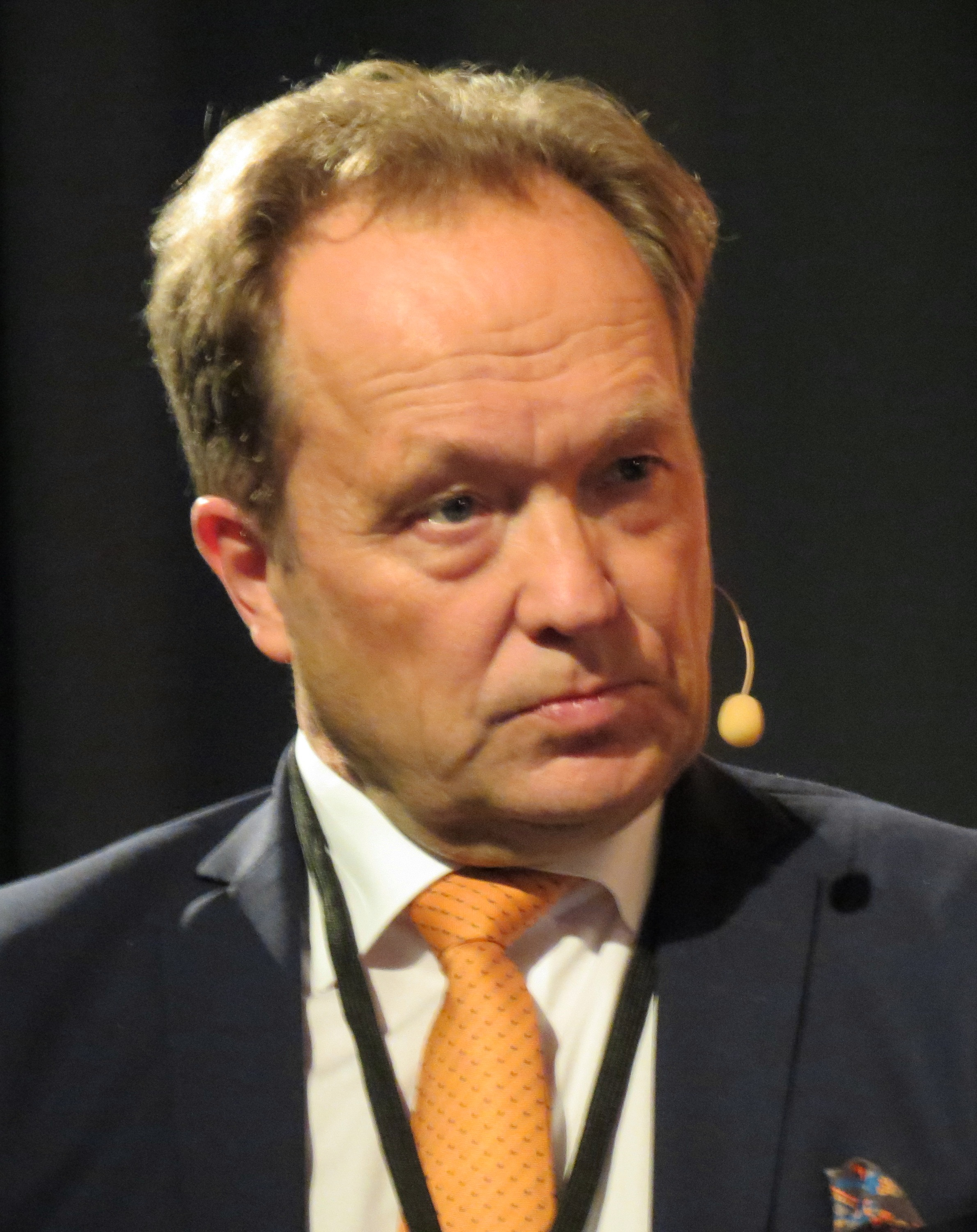
Lars Börjesson 2015.

Lars Börjesson, född 1957, är en svensk fysiker.

## Biografi
Börjesson är civilingenjör i teknisk fysik vid Chalmers tekniska högskola där han även disputerade 1987. Han utnämndes till docent i fysik 1990 och blev 1995 professor i den kondenserade materiens fysik. Han utsågs senare till vicerektor med ansvar för Chalmers styrkeområden. Han har även varit professor vid KTH (1993–1995).
Börjesson var år 2000 en av grundarna till projektet European Spallation Source i Lund och var dess första ordförande. Han var 2010–2013 ordförande för MAX IV-laboratoriet i Lund. Han invaldes 2011 som ledamot av Kungliga Ingenjörsvetenskapsakademien.
Börjessons publicering har (2024) enligt Google Scholar ett h-index på 56 och närmare 12 000 citeringar.

## Utmärkelser
- 2021 – Kungl. Ingenjörsvetenskapsakademiens guldmedalj "för sin framstående nyskapande forskning inom kondenserade materiens fysik och sitt innovativa och engagerade ledarskap som resulterat i etablering av nydanande forskningsinfrastruktur särskilt MAX IV och ESS, vilka ger exceptionella möjligheter till kunskap om materials egenskaper av stor betydelse för fortsatt forskning och industri."[5]